# منتخب فيتنام تحت 20 سنة لكرة القدم
منتخب فيتنام تحت 20 سنة لكرة القدم (بالفيتنامية:Đội tuyển bóng đá U-19 quốc gia Việt Nam)، هي منتخب قومي يلعب تحت 20 سنة في فيتنام، تأهل فيتنام لكأس العالم تحت 20 سنة للمرة الأولى بعد فوزه على البحرين في كأس آسيا تحت 19 سنة في البحرين، حيث خرج من دور المجموعات ببطولة كأس العالم تحت 20 سنة والتي أستضافته كوريا الجنوبية سنة 2017م.

## سجلات دولية

### كأس العالم تحت 20 سنة
| السنة         | المرحلة       | نقاط  | لعب | فوز | تعادل | خسارة | له | عليه | المدرب        |
| ------------- | ------------- | ----- | --- | --- | ----- | ----- | -- | ---- | ------------- |
| 1977 إلى 2001 | لم تشارك      | -     | -   | -   | -     | -     | -  | -    |               |
| 2003 إلى 2015 | لم تتأهل      | -     | -   | -   | -     | -     | -  | -    |               |
| 2017          | دور المجموعات | 22/24 | 3   | 0   | 1     | 2     | 0  | 6    | هوانغ ان توان |
| المجموع       | دور المجموعات | 1/21  | 3   | 0   | 1     | 2     | 0  | 6    |               |